# 정부 부처
정부 부처(ministry)는 공공 행정의 특정 부문을 관리하는 정부 기관(machinery of government)의 1차 행정 기관에서 사용하는 명칭이다.

## 같이 보기
- 교육, 대학 및 연구부